# Tom Enright
Thomas W. „Tom“ Enright (* 26. Juli 1940 in Shinrone, County Offaly) ist ein irischer Politiker (Fine Gael). Von Juli 1969 bis November 1992 und von Juni 1997 bis Mai 2002 war er Teachta Dála (Abgeordneter) im Dáil Éireann und von Februar 1993 bis Juni 1997 Mitglied im Seanad Éireann. 

## Leben
Enright studierte Rechtswissenschaften am University College Dublin und bei der Law Society of Ireland. Im Anschluss arbeitete er als Solicitor. 1967 wurde er in den Offaly County Council gewählt. Bei den Wahlen zum Dáil Éireann 1969 gelang es ihm, im Wahlkreis Laois–Offaly einen Sitz für die Fine Gael zu erringen. Bis zu den Wahlen 1992 konnte er seinen Sitz halten. Er wurde sodann in den Seanad Éireann über die Verwaltungsliste gewählt. Zurückkehren konnte er dann bei den Wahlen 1997. Zu den Wahlen 2002 trat er nicht mehr an. 
Seine Tochter Olwyn, die mit dem Politiker Joe McHugh verheiratet ist, war ebenfalls Teachta Dála.